# Lepthyphantes ollivieri
Lepthyphantes ollivieri är en spindelart som beskrevs av Denis 1957. Lepthyphantes ollivieri ingår i släktet Lepthyphantes och familjen täckvävarspindlar.
Artens utbredningsområde är Frankrike. Inga underarter finns listade i Catalogue of Life.